# Mateusz Rompkowski
Mateusz Rompkowski (ur. 8 maja 1986 w Gdańsku) – polski hokeista, reprezentant Polski.
Jego brat Maciej (ur. 1990) także został hokeistą.

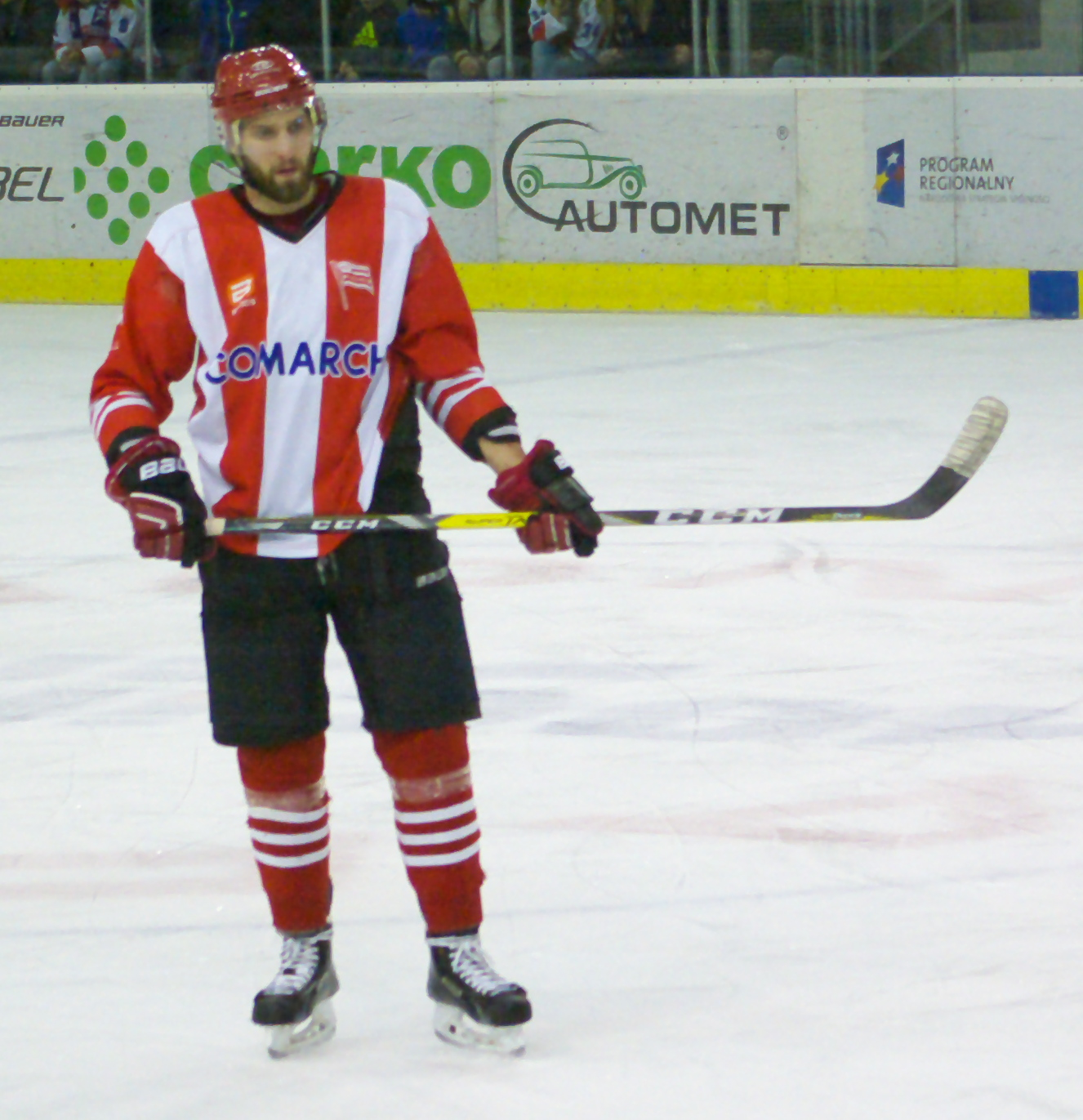
Mateusz Rompkowski w barwach Cracovii (2016)

## Kariera
- SMS II Sosnowiec (2002-2004)
- SMS I Sosnowiec (2004-2005)
- Stoczniowiec Gdańsk (2005-2011)
- JKH GKS Jastrzębie (2011-2015)
- Cracovia (2015-2020)
- Stoczniowiec Gdańsk (2020-2021)
- GKS Katowice (2021-2023)

Wychowanek Stoczniowca Gdańsk (w 2008 przedłużył umowę o trzy lata). Absolwent NLO SMS PZHL Sosnowiec z 2005. Od 2011 zawodnik JKH GKS Jastrzębie. W kwietniu 2013 przedłużył umowę o dwa lata. Od maja 2015 zawodnik Cracovii. W czerwcu 2020 ponownie został zawodnikiem Stoczniowca. Objął funkcję kapitana drużyny. Po rozwiązaniu drużyny Stoczniowca w połowie 2021 związał się z GKS Katowice. We wrześniu 2023 ogłosił zakończenie kariery zawodniczej.
W barwach reprezentacji Polski do lat 18 uczestniczył w turniejach mistrzostw świata juniorów do lat 18 w 2003, 2004. W barwach reprezentacji Polski do lat 20 uczestniczył w turniejach mistrzostw świata juniorów do lat 20 w 2004, 2005, 2006. W barwach seniorskiej kadry Polski uczestniczył w turniejach mistrzostw świata 2007 (Dywizja I), 2008 (Dywizja I), 2009 (Dywizja I), 2010 (Dywizja I), 2012 (Dywizja IB), 2013 (Dywizja IB), 2014 (Dywizja IB), 2015, 2017, 2018 (Dywizja IA).

## Sukcesy
Reprezentacyjne
- Awans do mistrzostw świata do lat 20 Dywizji I Grupy A: 2004
- Awans do mistrzostw świata Dywizji I Grupy A: 2014

Klubowe
- Puchar Polski: 2012 z JKH GKS Jastrzębie, 2015 z Cracovią
- Srebrny medal mistrzostw Polski: 2013, 2015 z JKH GKS Jastrzębie, 2019 z Cracovią
- Brązowy medal mistrzostw Polski: 2014 z JKH GKS Jastrzębie
- Złoty medal mistrzostw Polski: 2016, 2017 z Cracovią, 2022, 2023 z GKS Katowice
- Superpuchar Polski: 2016, 2017 z Cracovią, 2022 z GKS Katowice
- Finał Pucharu Polski: 2016, 2017 z Cracovią

Indywidualne
- Polska Hokej Liga (2014/2015):
  - Drugie miejsce w klasyfikacji strzelców wśród obrońców w sezonie zasadniczym: 10 goli
  - Trzecie miejsce w klasyfikacji asystentów wśród obrońców w sezonie zasadniczym: 26 punktów
  - Czwarte miejsce w klasyfikacji +/- w sezonie zasadniczym: +30
- Mistrzostwa Świata w Hokeju na Lodzie 2015/I Dywizja#Grupa A:
  - Szóste miejsce w klasyfikacji asystentów turnieju: 3 asysty[12]
  - Ósme miejsce w klasyfikacji kanadyjskiej turnieju: 5 punktów[13]
  - Drugie miejsce w klasyfikacji kanadyjskiej wśród obrońców turnieju: 5 punktów[14]
  - Skład gwiazd turnieju[15][16]
  - Jeden z trzech najlepszych zawodników reprezentacji w turnieju[17]